# Gran Premio Bruno Beghelli 1998
Il Gran Premio Bruno Beghelli 1998, terza edizione della corsa, si svolse il 27 settembre 1998, per un percorso totale di 200 km. Venne vinto dall'italiano Stefano Zanini che terminò la gara in 5h07'00".

## Ordine d'arrivo (Top 10)
| Pos. | Corridore          | Squadra        | Tempo    |
| ---- | ------------------ | -------------- | -------- |
| 1    | Stefano Zanini     | Mapei-Bricobi  | 5h07'00" |
| 2    | Luca Mazzanti      | Cantina Tollo  | s.t.     |
| 3    | Paolo Bettini      | Asics-CGA      | s.t.     |
| 4    | Alberto Elli       | Casino-Ag2r    | s.t.     |
| 5    | Bo Hamburger       | Cantina Tollo  | s.t.     |
| 6    | Cristian Gasperoni | Amore & Vita   | s.t.     |
| 7    | Paolo Valoti       | Cantina Tollo  | s.t.     |
| 8    | Gorazd Štangelj    | Krka-Telekom   | s.t.     |
| 9    | Fabio Malberti     | Asics-CGA      | s.t.     |
| 10   | Niklas Axelsson    | Scrigno-Gaerne | s.t.     |